# Hochtour

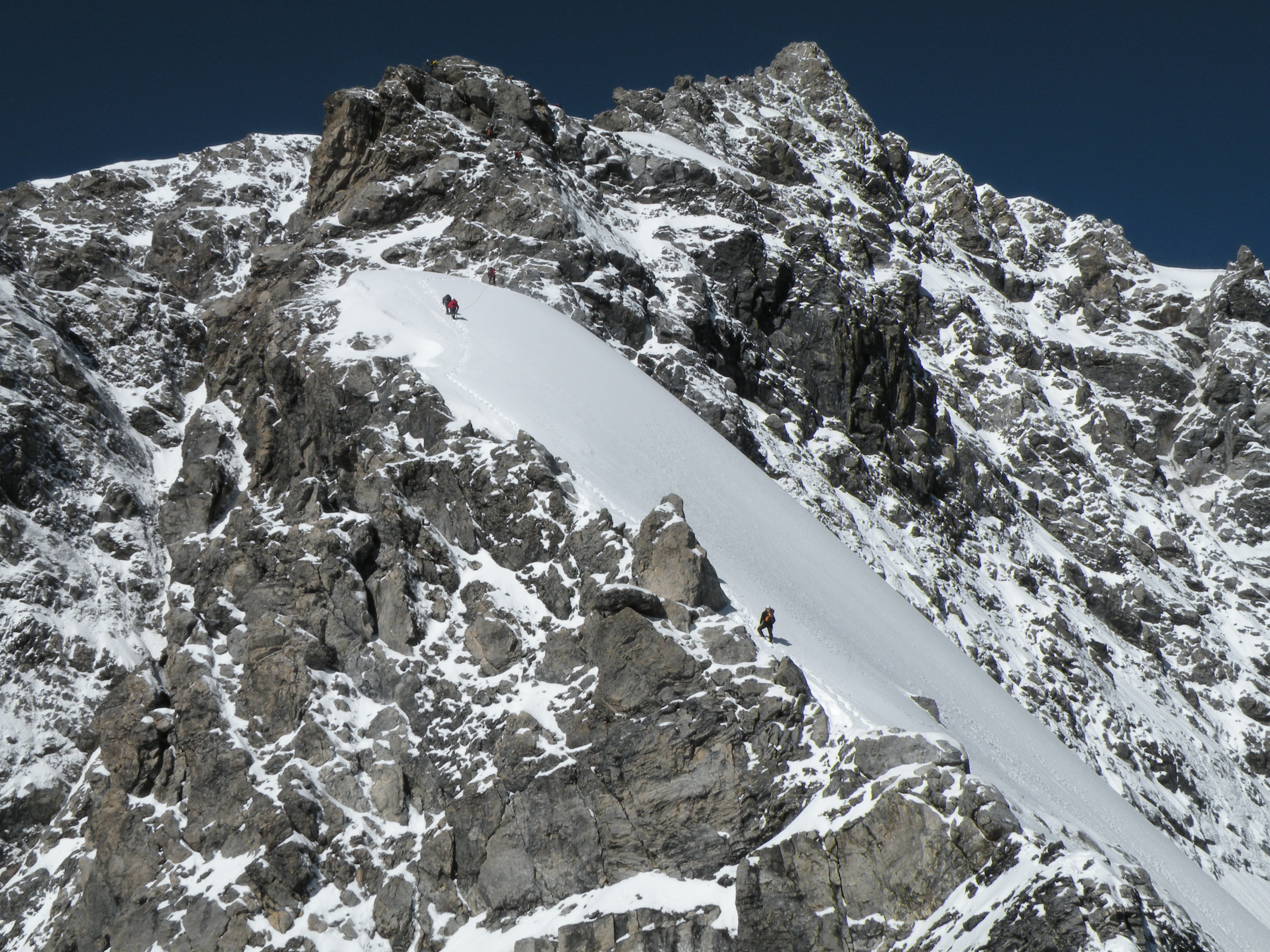
Kombiniertes Gelände am Ortler-Hintergrat, einer klassischen Hochtour

Eine Hochtour ist eine Bergtour, die sich in der Höhenstufe ganzjähriger Eisbedeckung, der Nivalzone, bewegt. Hochtouren erfordern besondere Vorbereitung und Ausrüstung.

## Begrifflichkeit und Abgrenzung
Der Begriff „Hochtour“ stammt vor allem aus dem Alpenraum, wo ab einer Höhe von etwa 3000 m viele Berge zumindest teilweise vergletschert sind. Wichtige historische Eckpfeiler in der Entwicklung des Hochtourengehens in den Alpen waren die Erstbesteigung des Ankogels (3262 m) im Jahr 1762, die des Mont Blanc (4805 m) 1786, des Großglockners (3798 m) 1800 oder des Ortlers (3905 m) 1804 sowie die Erschließung vieler hoher Westalpengipfel während des Goldenen Zeitalters des Alpinismus um die Mitte des 19. Jahrhunderts. In anderen Gebieten der Erde kann der Begriff irreführend sein: So sind in vielen außeralpinen Gebieten, etwa in den Polarregionen, schon deutlich niedrigere Berge vergletschert. Andererseits liegen die Gipfel deutlich höherer Berge in den Tropen nicht immer in der nivalen Zone. Deshalb kann deren Besteigung nicht automatisch als Hochtour bezeichnet werden, auch wenn sie manche der Besonderheiten von Hochtouren, wie etwa das Erfordernis einer gewissen Höhenakklimatisation mit diesen teilen. Alpinistische Unternehmungen, bei denen die Höhenanpassung eine besonders große Rolle spielt, insbesondere solche ab etwa 7000 m werden nicht mehr als Hochtouren bezeichnet, sondern fallen unter den Begriff Höhenbergsteigen.

## Besondere Erfordernisse

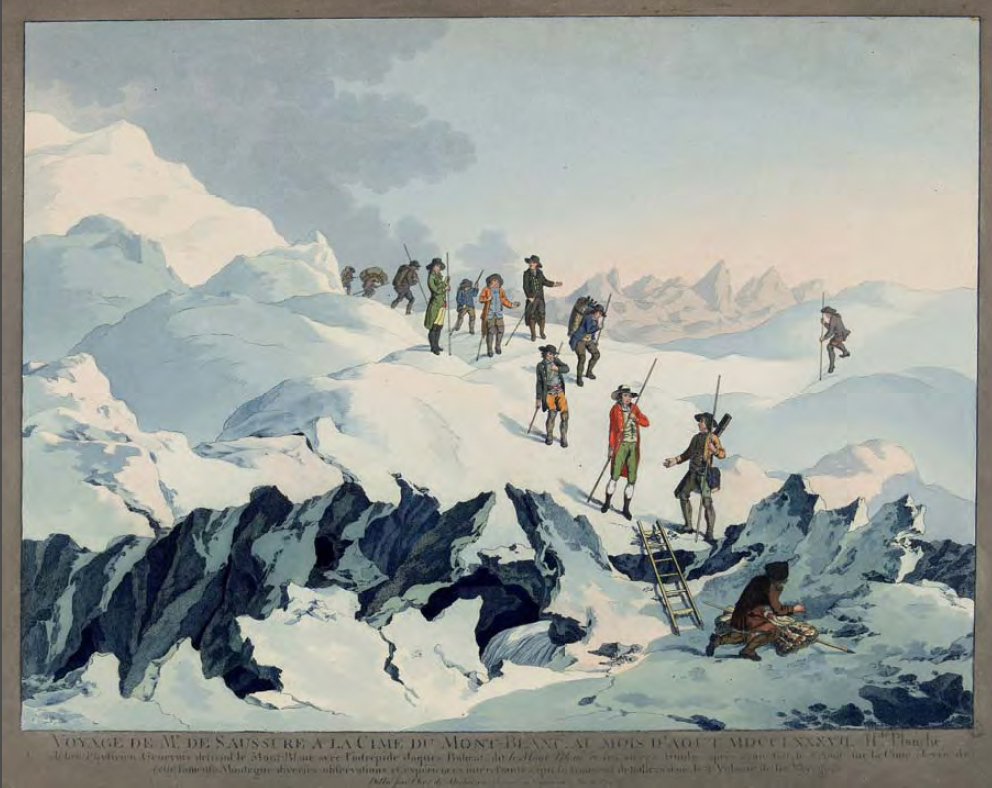
Der Beginn des Hochtourenbergsteigens Ende des 18. Jahrhunderts: Zeitgenössische Darstellung von Horace-Bénédict de Saussure am Mont Blanc, 1787

Im vergletscherten Gelände erfordern aufgrund der Spaltensturzgefahr selbst technisch einfache Wanderungen den Gebrauch von Seil, Steigeisen und Eispickel sowie Kenntnisse in Sicherungs- und Bergungstechniken. Techniken und Geräte, deren Einsatz speziell bei Hochtouren bedeutsam sein kann, sind etwa die Spaltenbergung, der T-Anker, die Eisschraube oder der Firnanker. Das Gehen am Seil erfordert die Bildung einer Seilschaft und macht Alleingänge gefährlich. Auch eine gewisse Grundkondition und Höhenanpassung ist zudem oft unumgänglich. Vor allem für Bergtouren in Hochgebirgen wie dem Himalaya, dem Karakorum oder den Anden, bei denen Höhen von über 6000 m über Meereshöhe erreicht werden, sind 1–2 Wochen für die Akklimatisation einzurechnen. Auch niedrige Temperaturen können einen wichtigen Faktor darstellen.
Klassische Hochtouren hingegen erfordern neben Trittsicherheit und Schwindelfreiheit das Beherrschen größerer technischer Schwierigkeiten im Fels- und Eisklettern sowie dem Mixed-Klettern in kombiniertem Gelände aus Fels und Eis.
Die Gefahren und Probleme bei Hochtouren resultieren weniger als etwa beim Sportklettern aus der reinen klettertechnischen Schwierigkeit, sie sind zudem in höherem Ausmaß von den (häufig schnell wechselnden) äußeren Verhältnissen abhängig. Die Darstellung der Anforderungen einer Tour mit Hilfe von Schwierigkeitsskalen ist daher schwieriger. Solche Skalen versuchen daher in höherem Maße etwa die Ernsthaftigkeit einer Route oder auch die konditionellen Anforderungen zu berücksichtigen. Ein Beispiel eines etablierten Bewertungssystems für Hochtouren ist die SAC-Berg- und Hochtourenskala.
Auch Orientierungsfähigkeit sowie Wetterkunde können daher bei Hochtouren bedeutsam sein. Bei Schneefällen sind außerdem auch in den Sommermonaten Kenntnisse in Lawinenkunde nötig. Das hochalpine Gelände unterliegt in besonders hohem Maß Veränderungen durch Gletscherschwund und Klimawandel, sowohl Schwierigkeit als auch Gefahren von Hochtouren können dadurch sowohl zu- als auch abnehmen.